# Яніна Бір
Яніна Бір (пол. Janina Bier; 10 серпня 1912, Коломия — 17 червня 1944, Варшава) — польська комуністична діячка, завідувачка паспортного відділу Центрального Комітету Польської робітничої партії, секретарка Лодзького районного відділу Польської робітничої партії.
У 1928 році вона вступила до лав Польської робітничої партії (KZMP) у Любліні, де працювала в районному «технічному» відділі. У 1934 році, вивчаючи право у Львові, вступила до лав КПЗУ. Потім працювала юристом у Любліні. У грудні 1937 року її було заарештовано та засуджено до восьми років ув'язнення за комуністичну діяльність. Вона відбувала покарання у Люблінському замку, а потім у в'язниці Фордон, де її ув'язнили на початку війни у вересні 1939 року. Потім вона втекла та поїхала до Львова, звідки наприкінці 1941 року переїхала до Варшави разом зі своїм чоловіком, Станіславом Янушевським. Після встановлення контакту з Польською робітничою партією (ППР) вона працювала в редакції друкованого органу Центрального Комітету партії «Трибуна вільності». Вона обійняла посаду керівника паспортного відділу Центрального Комітету ППР, займаючись видачею документів для активістів ППР. Восени 1942 року її направили до Львова, де вона організувала польські та польсько-українські осередки Польської робітничої партії (ППР) та Народної армії (ЛА). У квітні 1943 року вона повернулася до Варшави та була направлена до Лодзі, де стала секретарем округу ППР. До січня 1944 року вона працювала в Генеральному командуванні ЛА, організовуючи жіночі загони ЛА та розробляючи інструкції та проекти. На початку травня 1944 року її заарештували та після жорстокого розслідування, що тривало понад місяць, розстріляли нацисти на руїнах Варшавського гетто.